# Johann Wolfgang von Goethe

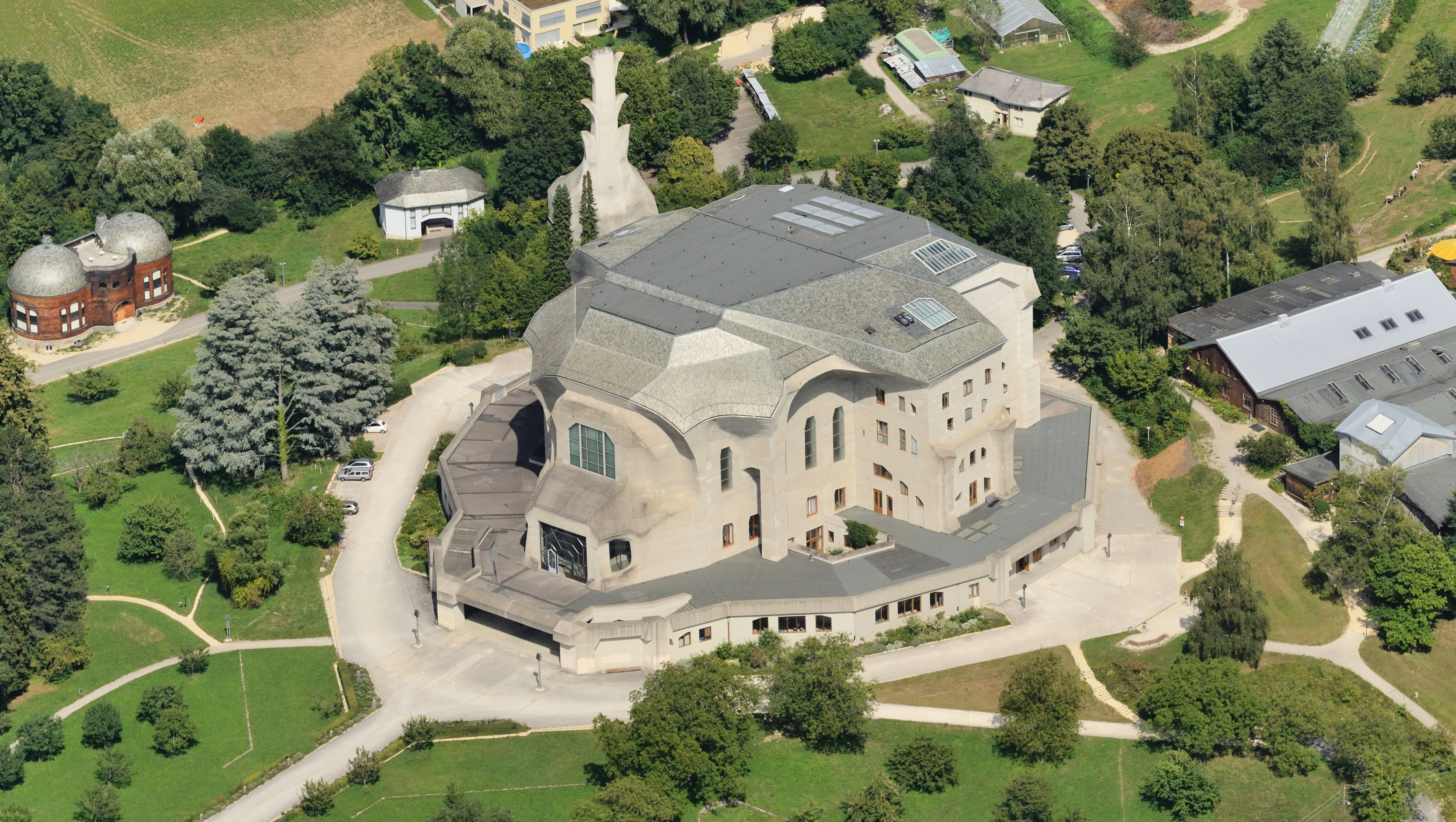
Goetheanum i Dornach.

Johann Wolfgang von Goethe [gøːtə], född 28 augusti 1749 i Frankfurt am Main, Tyskland, död 22 mars 1832 i Weimar, var en tysk författare, diktare och naturforskare. Han adlades 1782 och hette innan dess Johann Wolfgang Goethe.
Goethe ligger begravd i gravkapellet Furstegraven i Weimar.

## Goethes bakgrund och unga år
Omkring klockan 18 den 28 augusti 1749 föddes Johann Wolfgang von Goethe vid Grosser Hirschgraben i Frankfurt am Main, i det hus som kom att kallas Goethehuset efter familjen. Han var son till kejserliga rådet juris doktorn Johann Caspar Goethe och hans hustru Katharina Elisabeth Textor. Hustrun var 21 år yngre än sin man. Fadern var välbeställd och kunde leva på räntorna från sin förmögenhet, samtidigt som han sysselsatte sig med ordnandet av sina konst- och boksamlingar. Goethes släkt tillhörde ursprungligen borgarklassen med smeder, skräddare och vinhandlare och kom från Thüringen. Farfadern var en ansedd skräddare i Frankfurt och Lyon och fick ett vinstbringande värdshus i hemgift när han gifte sig med Goethes farmor. Fadern lyckades med sitt arv köpa till sig en titel som gav tillträde till överklassen. När han gifte sig vid 40 års ålder med den 18-åriga advokat- och borgmästardottern Elisabeth Textor fick hon inte någon hemgift av sin far.
Två av deras barn överlevde spädbarnsåren: Johann Wolfgang och den ett år yngre Cornelia. Cornelia var Goethes närmaste vän tills hon dog 26 år gammal.

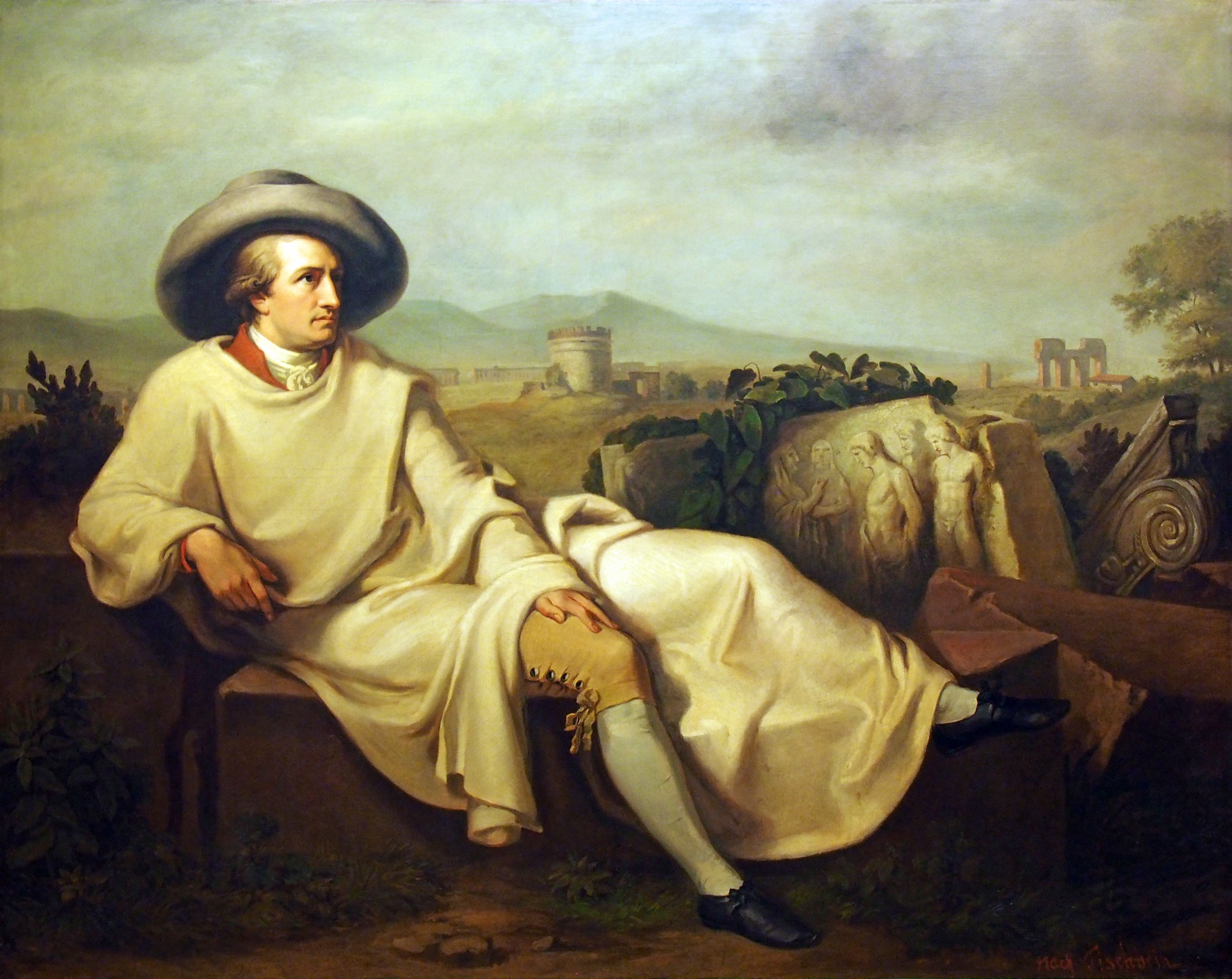
Johann Wolfgang von Goethe i Rom.

Goethe betraktades inte som något underbarn; han hade svårt att lära, även om hans nyfikenhet drev honom till flera tidiga experiment i bland annat kemi. Men då läroverken inte krävde betyg för antagning blev han ändå en högt bildad man. Särskilt studerade han botanik, geologi, latin, grekiska, franska, italienska och historia. Som elev var han mest framstående i teckning, dans och fäktning.

## Studier och tidig karriär
Goethe studerade vid universiteten i Leipzig och Strasbourg, där han studerade humanistiska vetenskaper, juridik och medicin samt började skriva kärleksdikter. I Strasbourg blev han påverkad av Spinoza, gotiken och poesin, och han blev vän med Johann Gottfried von Herder. På sin fars uppmaning skrev Goethe till sist en avhandling i kyrkorätt; fadern hoppades att sonen skulle bli advokat.
Vid 24 års ålder började Goethe bli en framgångsrik författare. Det var med skådespelet Götz von Berlichingen med vilket han bröt mot det fransk-klassiska dramats normer och skapade en ny fas i dramats estetiska historia. Han var under denna tid involverad i Sturm und Drang-rörelsen, en estetisk-radikal föregångare till romantiken vilkens tankar genomsyrade Tysklands kulturliv.

## Den unge Werther och diktarens liv som förlaga

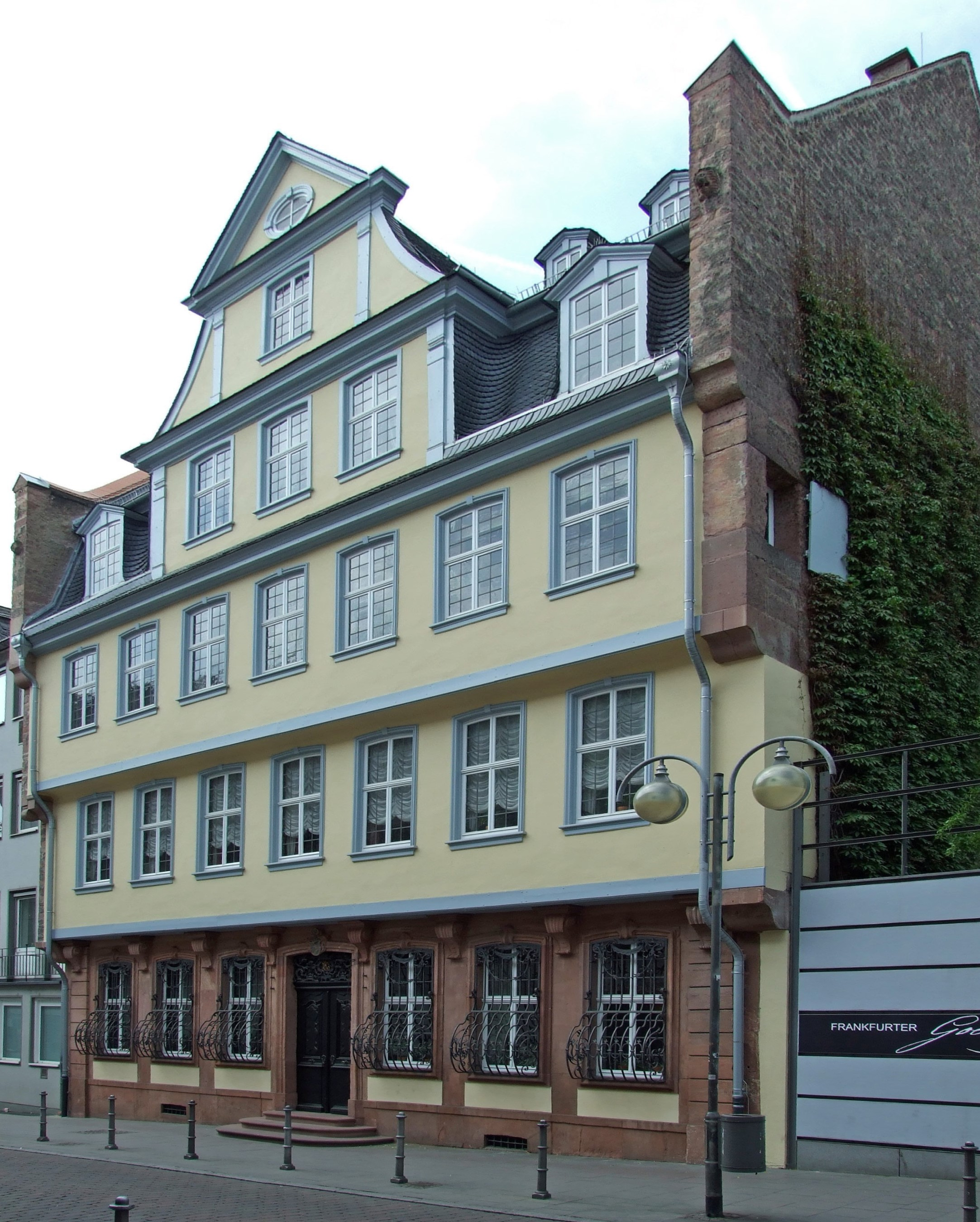
Goethe-Haus i Frankfurt am Main.

Sin första roman, Den unge Werthers lidanden, skrev Goethe 1774, men han gav ut den anonymt. Denna brevroman handlar om den olyckliga kärlek Werther hyser för den lika förälskade men redan trolovade Charlotte, som efter en kärlekshistoria bryter med honom, varför han begår självmord. Denna roman fick ett enormt inflytande, inte enbart för de litterära normerna, utan än mer för synen på kärleken mellan man och kvinna, och på dess naturkraft. Romanen lär ha varit inspirerad av Goethes eget förhållande med en trolovad Charlotte Buff; kärleken antas dock ha varit mycket svalare än den berättelse som emanerade från den. Goethe skulle på äldre dagar komma att uppsökas av Lotte, som då bar samma kläder som under deras första möte, vilket inte alls behagade konstnärssjälen som däremellan hunnit med flera förälskelser.
Den första kvinna som Goethe träffade, som varken var gift eller förlovad, var Lili Schönemann. Från denna tid härrör Goethes så kallade Lili-Lieder. Efter många överläggningar mellan deras familjer tillkännagavs en förlovning. Därefter reste Goethe iväg till Schweiz för att roa sig, och när han kom hem igen hade Lili gift sig med en annan.
1774 inledde Goethe en vänskap med hertig Karl August av Sachsen-Weimar, och dennes bror Constantin. Goethe flyttade till Weimar och gjorde karriär inom hovet som kunglig rådgivare. Dessutom blev han minister för finans, bergshantering, vägar, lantbruk, konst och vetenskap samt krigsmakt.
Efter ytterligare en troligen ofullbordad kärlekshistoria med Charlotte von Stein, en mäktig äldre gift sjubarnsmor, hovdam hos änkehertiginnan, begav han sig så småningom till Rom. Där fick han idén till sitt största verk, Faust, som efter en tidigare teatermässigt mer lätthanterlig version, Ur-Faust, kom att sysselsätta honom under större delen av hans liv. Av det mindre dramat blev ett väldigt, metafysiskt präglat, dramatiskt diktverk i två volymer. I Rom intresserade sig Goethe för zoologi och folkliv, och författade tragedin Egmont. Hans Italienska resa, ett huvudverk i den europeiska reselitteraturen, är till största delen ett senare verk, baserat på brev och på hans dagbok från tiden i Italien. Diktsamlingen Romerska elegier skildrar ett erotiskt genombrott, under vistelsen i Rom, där han troligen hade sin första sexuella upplevelse, 37 år gammal. Vissa av dikterna ansågs som så vågade, att de inte gavs ut förrän på 1900-talet.
Vid hemkomsten till Weimar gjorde Goethe skandal genom att inleda ett samboförhållande med en "vanlig" kvinna, Christiane Vulpius (1765–1816), syster till författaren Christian August, vilken skrev rövarromaner. Detta förhållande resulterade i en bitter uppgörelse med Charlotte von Stein. Trots societetens förfäran fick Goethe 1789 en son med sambon, de gifte sig 1806. Större delen av de "romerska" elegierna är troligen inspirerade av deras samliv. Med tiden fick hon öknamnet Goethes feta bättre hälft. Christiane Vulpius blev emellertid långt ifrån hans sista kärlek och hon fick för öppen ridå finna sig i flera otrohetsaffärer; det förekom slagsmål med rivalerna. Parets barn August (1789–1830) fick i sin tur tre barn, varav en, Wolfgang Maximilian, led av mentalsjukdom. Goethes barnbarn förblev ogifta. Goethes son August avled före honom själv, i en feberattack i Rom. I Goethes dödsruna över sin son förklarar han: "Jag visste ju att jag hade skapat en dödlig".

## Goethes betydelse och vetenskapliga arbete
Goethe är den mest kände och mest betydelsefulle tyske diktaren, hans alster anses tillhöra världslitteraturen. Goethe var romantikens främste förgrundsgestalt. Otaliga författare har tagit intryck av hans verk. Hans dikter influerade kompositörer som Ludwig van Beethoven, Felix Mendelssohn, Johann Friedrich Reichardt, Franz Schubert och Robert Schumann.
Goethe blev bekant och vän med flera betydande personer: 1808 träffade han Napoleon I, en hängiven beundrare som läst Den unge Werthers lidanden sju gånger. Thomas Carlyle, Lord Byron och Friedrich von Schiller är exempel på andra. Napoleon gav Goethe sin analys av motstridigheter i romanen Den unge Werthers lidanden vilket Goethe senare beskrev som berättigad. Han skulle långt efter Napoleons fall och död i exil uttrycka sig positivt om Napoleon. Till slutet av sitt liv bar Goethe den kejserliga ordern som Napoleon givit honom 1808.
Av hans omfattande verk räknas, vid sidan av dikterna och Den unge Werthers lidanden, främst dramat Faust till världslitteraturen. I dramat gestaltas mänskliga existentiella frågor på ett allmängiltigt sätt.
Även om Goethe vanligtvis förknippas med diktkonsten, så ansåg han sitt mest betydande arbete ligga inom vetenskapens område, och han blev en betydande föregångsman inom naturforskningen på flera olika områden. 1784 fann han människokroppens mellankäkben, och han skrev omfattande arbeten om optik och utvecklade en unik egen färglära, samlad i boken Goethes färglära (sv. 1976). Dessutom sysselsatte han sig mycket med botaniska naturstudier och kom att formulera en metamorfoslära i boken Versuch die Metamorphose der Pflanzen zu erklären som var en föregångare till evolutionsteorin. Man talar ibland om en "goetheansk forskningsanda". (Se Goethe och naturvetenskapen av Pehr Sällström (1993) ISBN 91-7798-693-8.)
Genom diktsamlingen Väst-östlig divan väckte Goethe ett gryende intresse hos många tyska poeter för den persiska poesin och i synnerhet Hafez. Han inspirerade diktare som August von Platen och Friedrich Rückert att skriva tyska ghazaler med utgångspunkt i Hafez' poesi.
Goethe var en stor inspirationskälla för Rudolf Steiner och den antroposofiska rörelsen. Steiner namngav sin speciella arkitekturstil och antroposofins huvudcenter i Schweiz efter honom: Goetheanum.
Auktorsnamnet Goethe kan användas för Johann Wolfgang von Goethe i samband med ett vetenskapligt namn inom botaniken; se Wikipediaartiklar som länkar till auktorsnamnet.

## Utmärkelser
Asteroiden 3047 Goethe är uppkallad efter honom.
- Officer av Hederslegionen,  14 oktober 1808[13]
- Sankt Annas orden, första klass,  15 oktober 1808
- Storkorset av Vita falkens orden,  30 januari 1816
- Bayerska kronorden,  28 augusti 1827
- Kommendör av Leopoldsorden
- Storkors av Hederslegionen

[Redigera Wikidata]